# جاده ای۱۵ (انگلستان)
جاده ای۱۵ (به انگلیسی: A15 road) یکی از جاده‌های کشور انگلستان است.
این جاده از هسل در شهرستان ریدینگ شرقی یورکشر شروع و در شهر پیتربورو در شهرستان کمبریج‌شر به پایان میرسد، طول این جاده ۱۵۴.۵ کیلومتر است.